# Sympycnus allotarsis
Sympycnus allotarsis är en tvåvingeart som beskrevs av Henk J.G. Meuffels och Patrick Grootaert 2007. Sympycnus allotarsis ingår i släktet Sympycnus och familjen styltflugor.
Artens utbredningsområde är Seychellerna. Inga underarter finns listade i Catalogue of Life.